# 也門伊斯蘭教
也門是伊斯蘭教最早傳入的國家。當在公元630年穆罕默德還活著時，由阿里·本·阿比·塔利卜引入該地，並在塔伊茲和薩那建立了清真寺。
也門的伊斯蘭教分為兩個主要的團體：50—55％遜尼派和42％—47％什葉派。遜尼派中50—55%屬沙菲儀派和其他法學派，什葉派中多數屬屬宰德派，2—5%屬賈法里派和伊斯瑪儀派。遜尼派人口主要集中在該國南部和東南部。宰德派主要位於北部和西北部，賈法里派則集中於北部的主要中心，如薩那和馬里布。大城市則各派混居。
宰德派統治了也門北部高地的政治和文化生活數百年，也門統一後，教派人口的數字平衡已經斯迅速轉移。然而，宰德派在軍中仍然比例過高。
政府在公立學校中提供伊斯蘭教教育，但不提供其他宗教信仰，儘管穆斯林公民被允許參加不教授伊斯蘭教課程的私立學校。為了在學校遏制宗教極端主義的思想和政治，政府不允許在私立和國立學校教授任何官方提供以外的伊斯蘭教課程。因為政府關心無註冊的伊斯蘭學校偏離正規教育要求，促進好戰的意識形態，政府已經關閉了4500多所這些機構，驅逐了在那裡學習的外國學生。